# Kansas City Scouts
Die Kansas City Scouts (IPA: [ˈkænzəs sɪtɪ ˈskaʊts]) waren eine Eishockeymannschaft in der nordamerikanischen Eishockeyliga National Hockey League mit Sitz in Kansas City, Missouri. 1974 gegründet, zog das Team 1976 nach Denver, Colorado und spielte unter dem Namen Colorado Rockies in der NHL. Seit dem Umzug 1982 nach New Jersey  trägt das Team den Namen New Jersey Devils.

## Geschichte

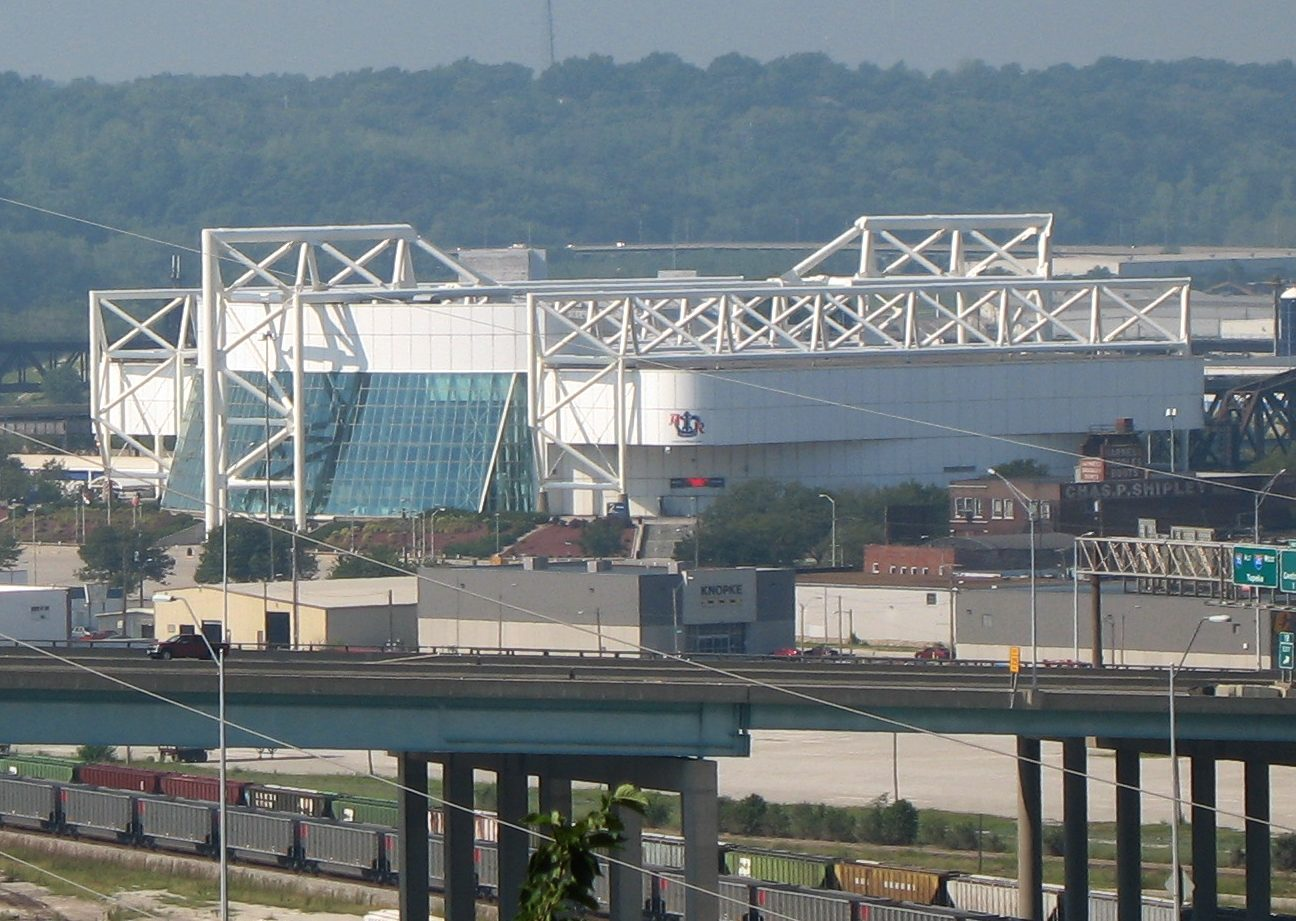
Die Kemper Arena, Heimspielstätte der Scouts.

Im Juni 1972 erhielt Kansas City den Zuschlag für ein NHL-Franchise. Die erste Idee für den Teamnamen war „Kansas City MO-Hawks“, als Anlehnung daran, dass das Ballungsgebiet um Kansas City sowohl im Bundesstaat Kansas, als auch im Bundesstaat Missouri liegt. Doch der Vorschlag wurde durch ein Veto der Chicago Blackhawks abgelehnt. Man entschied sich für den zweiten Vorschlag „Kansas City Scouts“.
In der Saison 1974/75 nahm das Team zusammen mit einem weiteren Expansion Team, den Washington Capitals, den Spielbetrieb in der NHL auf. Die Capitals stellten einen NHL-Rekord für die schlechteste Saison in der Geschichte der Liga auf und die Scouts schnitten nicht viel besser ab. Die Aufstockung der Liga um diese zwei Teams galt ziemlich schnell als ein Fehler.
Der sportliche Erfolg blieb aus und steigende Ölpreise machten es wirtschaftlich für das Franchise im mittleren Westen der USA schwer. 1975/76 sah es danach aus, als ob die Scouts eine Chance auf die Playoffs hätten. Ende 1975 waren sie nur einen Punkt von einem Qualifikationsplatz entfernt. Doch danach kam der Absturz und man spielte die restlichen 44 Spiele desaströs. Nur ein Sieg bei 35 Niederlagen sprang für das Team heraus. Der einzige Spieler des Teams, der in einer Wertung führte, war Steve Durbano, der die meisten Strafminuten der Liga kassierte. Der Versuch das Team wenigstens finanziell auf Kurs zu halten, scheiterte ebenfalls. Anstatt der erhofften 8.000 Karten konnte man nur 2.000 verkaufen und die Besitzer des Teams drückten Schulden in Höhe von 900.000 US-Dollar.
Dies führte dazu, dass man sich entschied das Franchise nach Denver, Colorado umzusiedeln, wo das Team unter dem Namen Colorado Rockies spielen sollte.

## Franchiserekorde
- Meiste Spiele: Gary Croteau 156 Spiele in 2 Saisonen.
- Meiste Tore: Wilf Paiement 47 Tore
- Meiste Vorlagen: Guy Charron 73 Vorlagen
- Meiste Punkte: Guy Charron 113 Punkte (40 Tore + 73 Vorlagen)
- Meiste Strafminuten: Wilf Paiement 222 Strafminuten
- Meiste Shutouts: kein Spieler
- Meiste Spieler als Torhüter: Denis Herron 86 Spiele (15 Siege)

- Meiste Tore in einer Saison: Guy Charron 27 Tore (NHL 1975/76)
- Meiste Vorlagen in einer Saison: Guy Charron 44 Vorlagen (NHL 1975/76)
- Meiste Punkte in einer Saison: Guy Charron 71 Punkte (27 Tore + 44 Vorlagen; NHL 1975/76)
- Meiste Punkte als Rookie: Wilf Paiement 39 Punkte (26 Tore + 13 Vorlagen; NHL 1974/75)
- Meiste Strafminuten in einer Saison: Steve Durbano 209 Strafminuten (NHL 1975/76)

## Saisonstatistik
Abkürzungen: GP = Spiele, W = Siege, L = Niederlagen, T = Unentschieden, OTL = Niederlagen nach Overtime, SOL = Niederlagen nach Shootout, Pts = Punkte, GF = Erzielte Tore, GA = Gegentore, PIM = Strafminuten
| Saison  | GP  | W  | L   | T  | OTL | SOL | Pts | GF  | GA  | PIM  | Platz               | Playoffs                |
| 1974/75 | 80  | 15 | 54  | 11 | —   | —   | 41  | 184 | 328 | 744  | 5., Smythe Division | nicht qualifiziert      |
| 1975/76 | 80  | 12 | 56  | 12 | —   | —   | 36  | 190 | 351 | 984  | 5., Smythe Division | nicht qualifiziert      |
| Gesamt  | 160 | 27 | 110 | 23 | —   | —   | 77  | 374 | 679 | 1728 |                     | keine Playoff-Teilnahme |

## Trainer
| Zeitraum          | Trainer      |
| ----------------- | ------------ |
| 1974/75 – 1975/76 | Bep Guidolin |
| 1975/76           | Sid Abel     |
| 1975/76           | Eddie Bush   |

## General Manager
- Sid Abel (1974/75 – 1975/76)

## Mannschaftskapitäne
- Simon Nolet 1974 bis 1976

## Top-10-Wahlrechte im NHL Amateur Draft
- 1974: Wilf Paiement (2. Position)
- 1975: Barry Dean (2. Position)